# Diskografija sastava Deep Purple
Diskografija britanskog rock sastava Deep Purple. Tijekom njihove glazbene karijere, nastupali su u raznim postavama. Obožavatelji i oni sami nazivaju se jednostavno 'Postava' i broj ('Mark', skraćeno Mk I, Mk II, i tako dalje). Nedostatak podataka u tablici pod MK VI, odnosi se na niz koncerata u izvedbi s Joeom Satrianiem na gitari, kada je Ritchie Blackmore u studenom 1993., u pola turneje otišao iz sastava. To je bila i jedina postava koja službeno nije objavila niti jedan album.

## Uživo DVD izdanja
Mk II
- Concerto for Group and Orchestra, 1969. (LP 1969., DVD 2003.)
- Special Edition EP, 1969. (nanovo objavljen 2003.)
- Denmark 1972, 1972. (nanovo objavljen 2004.)
- Live in Concert 1972/73, 1972./1973. (nanovo objavljen 1988.)

Mk III
- Live in California 74, 1974. (nanovo objavljen 1974., DVD Remaster 2006.)

Mk II, Reunited
- Come Hell or High Water, 1993. (DVD izdanje 2001.)

Mk VII
- Bombay Calling, 1995.[2]
- Live at Montreux 1996, 1996.
- Total Abandon: Live in Australia, 1999.
- In Concert with the London Symphony Orchestra, 1999. (nanovo objavljen 2000.)
- Perihelion, 2001.
- Live Encounters, 2003.
- Around the World Live 4 DVD (ox-set (nanovo objavljen 2008.)

Mk VIII
- They All Came Down to Montreux, lipanj 2007. # 1 (na amazon.ca)

## Kompilacijski albumi
- Purple Passages, rujan 1972; # 57 SAD
- Mark I & II, prosinac 1973.
- 24 Carat Purple, srpanj 1975; #14 UK
- Powerhouse, 1977.
- When We Rock, We Rock, and When We Roll, We Roll, 1978.
- The Mark II Purple Singles, travanj 1979; #24 UK
- Deepest Purple: The Very Best of Deep Purple, srpanj 1980; #1 UK, #148 SAD/ SAD: Platinasti
- The Anthology, lipanj 1985; # 50 UK
- Knocking at Your Back Door: The Best of Deep Purple in the 80's, 1992.
- The Deep Purple Singles A's and B's, siječanj 1993. (1968. – 1976.)
- 30: Very Best of Deep Purple, listopad 1998; #39 UK
- Smoke on the Water, 1998.
- Shades 1968-1998, 1999.
- The Very Best of Deep Purple, 2000.
- The 1975 California Rehearsals, volume 1 & 2, 2000.
- Listen, Learn, Read On, 29. listopada 2002. (box set od 6 diskova)
- Winning Combinations: Deep Purple and Rainbow, 2003.
- The Best of Deep Purple: Live in Europe, 2003.
- The Platinum Collection, 2005. #39 UK
- Very Best of Deep Purple, (remastered verzija 30: Very Best of Deep Purple) 2008. #56 UK

## Posvećeni albumi
- Smoke on the Water: A Tribute, 1994.
- Deep Purple Tribute, 2002.

## Hit singlovi
- 1968. "Hush" #4 SAD
- 1968. "Kentucky Woman" # 38 SAD
- 1969. "River Deep - Mountain High" # 53 SAD
- 1970. "Black Night" # 2 UK, # 66 SAD, # 11 NL
- 1971. "Strange Kind of Woman" # 8 UK
- 1971. "Fireball" # 15 UK, # 25 NL
- 1972. "Never Before" # 35 UK
- 1972. "Child In Time" # 10 NL
- 1973. "Smoke on the Water" # 21 UK (objavljen 1977.), # 4 SAD, # 12 NL - Zlatni SAD
- 1973. "Woman from Tokyo" # 60 SAD, # 8 NL
- 1974. "Might Just Take Your Life" # 91 SAD
- 1977. "New Live and Rare EP" # 31 UK (uključuje čuvenu uživo verziju "Black Night")
- 1978. "New Live and Rare EP II" # 45 UK
- 1980. "Black Night" (reizdanje) # 43 UK
- 1980. "New Live and Rare EP III" # 48 UK (uključuje Smoke on the Water)
- 1985. "Knocking at Your Back Door" # 61 SAD
- 1985. "Perfect Strangers" # 48 UK
- 1985. "Knocking at Your Back Door / Perfect Strangers" # 68 UK
- 1987. "Call of the Wild" # 92 UK
- 1988. "Hush" (re-recording) # 62 UK
- 1990. "King of Dreams" # 70 UK
- 1991. "Love Conquers All" # 57 UK
- 1995. "Black Night" (re-mix) # 66 UK

## Vanjske poveznice
- Diskografija Deep Purplea na Allmusic.com